# 해귀
해귀(海鬼)는 임진왜란과 정유재란 당시 일본군과 싸운 포르투갈 노예 용병을 말한다. 
이 용병들은 아프리카에서 온 노예들이며, 포르투갈이 이들을 영입해서 조선으로 보낸 것이였다. 정확히는 당시 포르투갈의 지배를 받고 있던 모잠비크 출신이다.
조선은 도요토미 히데요시를 비롯한 일본군의 침략을 받아 이순신 장군 등의 선전에도 불구하고 계속해서 북쪽으로 도주하는 한편, 명나라에 지속적으로 원군을 요청을 했다. 이 때 명나라 내부에서는 조선 원군 파병과 관련해 의견이 분분했다. 하지만 명나라 병부상서 석성이 '일본군은 명나라를 정복하는 것이 목적이므로 조선에서 일본군을 막아야 한다'고 주장했다. 명나라는 일본의 조선 침략이 명나라 침공과 관련 있다고 판단했다. 명나라 조정은 결국 일본군의 명나라 진입을 막고, 조선을 돕기 위해서 파병을 결정한다. 
명나라는 종전 10만 대군의 군대를 조선에 파병, 주둔시킨다. 대규모 명나라 군대와 함께 조선을 도우러 온 포르투갈 용병을 해귀라고 불렀다. 명나라가 일본군을 물리치고 조선을 돕기 위해 고용한 포르투갈 노예 용병이다. 
당시 포르투갈은 조선, 명나라, 일본 등에 총포와 대포 등 선진 무기를 전파하기도 했다. 특히 포르투갈 출신 상인들이 총포와 대포를 팔고, 기술을 전수했다. '해귀'로 불리는 포르투갈 용병들은 유럽의 선진 무기와 문물을 보유하고 유럽의 전쟁 전술, 전략을 가지고 있었다. 조선 군대, 명나라 군대와 함께 일본군에 대항해 싸웠다.